# (34799) 2001 SQ48
2001 SQ48 (asteroide 34799) é um asteroide da cintura principal. Possui uma excentricidade de 0.11997220 e uma inclinação de 5.07075º.
Este asteroide foi descoberto no dia 16 de setembro de 2001 por LINEAR em Socorro.